# Holoponerus
Holoponerus is een geslacht van kevers uit de familie van de loopkevers (Carabidae). De wetenschappelijke naam van het geslacht is voor het eerst geldig gepubliceerd in 1883 door Fairmaire.

## Soorten
Het geslacht Holoponerus is monotypisch en omvat slechts de volgende soort:
- Holoponerus godeffroyi (Fairmaire, 1881)